# Городской романс (фильм)
«Городской романс» — советский художественный чёрно-белый фильм о любви, снятый режиссёром Петром Тодоровским в 1970 году.

## Сюжет
Фильм начинается с эпизода осмотра пациентки врачом-рентгенологом Евгением. Основываясь на результатах врачебного осмотра и рентгеновского снимка, он наблюдает у нее проблемы со здоровьем, возможно психологически связанные с расставанием со своим любимым человеком. Евгений считает эту проблему, не заслуживающей внимания. В обувной мастерской он совершенно случайно знакомится с молодой студенткой педагогического училища. Евгений с большим интересом продолжает процесс знакомства. Маша сразу поняла, что это и есть настоящая любовь. А для Евгения совместная жизнь оказалась непривычной и неудобной. Маша, увидев его растерянность, уходит. Евгений пытается возобновить отношения с бывшей знакомой, но у него ничего не получается. Евгений начинает понимать, что он по-настоящему любит именно Машу и что такое окончательный разрыв. Он предпринимает попытку вернуться к Маше, в то время как сначала она относится к восстановлению отношения достаточно прохладно. Но однажды она видит похороны пациента, которого лечил Евгений, после чего происходит переоценка их отношений.

## В ролях
- Мария Соломина — Маша, студентка (в титрах Марина Леонидова)
- Евгений Киндинов — Евгений, врач-рентгенолог
- Зиновий Гердт — ветеран-фронтовик
- Геннадий Сайфулин — Костя, приятель Евгения
- Леонид Дьячков — отец Анечки
- Светлана Харитонова — Зина, жена фронтовика
- А. Цофнас
- Ирина Короткова — Люба, подруга Маши
- Ольга Сошникова — Валя, подруга Маши
- Аня Степанова-Молодова — Анечка, девочка из детского сада (озвучивает Клара Румянова)
- Нина Корниенко — Лена, любовница Евгения
- Александр Пашутин — приятель Евгения
- Антонина Пилюс — Инна
- Марчелла Чеботаренко — пациентка
- Антонина Дмитриева — Вера Ивановна, воспитательница

## Съёмочная группа
- Режиссёр-постановщик — Пётр Тодоровский
- Авторы сценария — Пётр Тодоровский, Феликс Миронер
- Оператор-постановщик — Александр Полынников
- Художник-постановщик — Валентин Коновалов
- Композитор — Олег Каравайчук